# Chlanidota
Chlanidota is een geslacht van weekdieren uit de klasse van de Gastropoda (slakken).

## Soorten
- Chlanidota anomala Kantor & Harasewych, 2008
- Chlanidota chordata (Strebel, 1908)
- Chlanidota densesculpta (Martens, 1885)
- Chlanidota invenusta Harasewych & Kantor, 1999
- Chlanidota palliata (Strebel, 1908)
- Chlanidota paucispiralis Powell, 1951
- Chlanidota pilosa Powell, 1951
- Chlanidota signeyana Powell, 1951
- Chlanidota vestita (Martens, 1878)